# Château de Bellanville
Le château de Bellanville ou la Maison de Cosqueville est un manoir, du XVIIIe siècle construit par la famille d'Espinose, qui se dresse sur le territoire de l'ancienne commune française de Cosqueville, dans le département de la Manche, en région Normandie.

## Localisation
Le château de Bellanville, entouré de toute part d'un grand parc d'arbres de haute futaie, est situé à 1,5 kilomètre au sud-sud-ouest du bourg de Cosqueville au sein de la commune nouvelle de Vicq-sur-Mer, dans le département français de la Manche.

## Historique
Le fief de Bellanville, possession de la famille de Beaumont, est issu d'un partage opéré très tôt du territoire paroissiale en deux fiefs distincts : Bellanville, et Cosqueville possession de la famille des Coskets.
En 1332, la seigneurie de Bellanville passe à la famille d'Argouges à la suite du mariage de Thomasse de Beaumont avec Raoul d'Argouges. Guillaume d'Argouges, leur fils, épousera Jeanne de Clamorgan de la branche de Saint-Pierre-Église. Lors de la guerre de Cent Ans, Philippe et Guillaume d'Argouges, restés fidèles au roi de France, voient leur fief noble de Beaumont et le manoir de Bellanville avec tous les droits et dépendances confisqués par le roi Henri V le 1er août 1421. Le fief est alors donné par le roi d'Angleterre à Robert Le Sage. Jean d'Argouges, fils de Guillaume, ayant adopté le parti anglais, rentra en possession de ses biens.
La famille d'Argouges conservera le fief jusqu'en 1529. À cette date il est acquis, contre 4 200 livres et 100 litres de vin, par Nicolas de Hennot déjà en possession de celui des Coskets (Cosqueville) acquis en 1497 et qui avait auparavant fait l'acquisition vers 1490 de la seigneurie de Théauville. Nicolas décède en 1530. Ses deux fils vendent alors le fief à Jean La Guette, seigneur de Gonneville, qui le revend neuf ans plus tard à Roulland Le Parmentier, riche bourgeois de Cherbourg. C'est à son fils aîné, Jean Le Parmentier, qu'échoit le fief, son autre fils prenant la titulature de la cure de Cosqueville.
En 1558, peu avant le début des guerres de Religion, Jean Le Parmentier, seigneur de Bellanville, catholique, ayant marché à la procession devant Robert de Hennot, protestant, seigneur des Cosquets, reçut un « soufflet » et fut repoussé derrière par Robert. S'ensuivit un procès. Les Le Parmentier jugeant la justice trop lente, tuèrent le sergent Chandeleur alors que ce dernier leur portait une convocation devant la justice. Entre-temps, pour se venger de l'affront du soufflet Jean et ses fils avaient saccagé le manoir du sieur de Cosqueville. Les différentes tentatives de conciliation ayant échoué, en 1560, deux des fils, Touppin et le curé, sont condamnées et leurs têtes tranchées ; le père devant faire amende honorable, tête et pieds nus à Valognes.
En 1567, Roulland Le Parmentier, sieur Bellenville, est taxé pour ce fief de 12 livres dans le rôle des nobles et roturiers, au titre du ban et de l'arrière ban de la vicomté de Coutances, réalisé par Gilles Dancel, seigneur d'Audouville, lieutenant général du bailli de Cotentin, tenu à Coutances les 20-22 octobre. Le fief de Bellenville à Cosqueville, qui valait un huitième de fief de haubert, était tenu sous la baronnie de Varenguebec.
En 1580 la terre est « mise en bannie » à la suite de la minorité de Jeanne Le Parmentier qui en 1583 épouse Jean Le Sens. Leur succède Charles Le Sens, leur fils, dont le propre fils, militaire, sera tué en Italie en 1651. Se succèdent Jacques-Michel et Pierre-Michel, décédé en 1722 sans postérité. C'est sa sœur, Bonne-Françoise qui recueille l'héritage qu'elle transmet à sa sœur Marie-Thérèse (ou Madeleine Le Sens dame de Cosqueville). Cette dernière épouse, en 1723, le sieur de Tourville, Thomas-Hervé Dagier. C'est à ce dernier que l'on doit la construction, vers 1750, de la partie centrale du château. Une des cheminées porte la date de 1751. En 1804, par donation, le fief échoit à la famille d’Espinoze, en l’occurrence Jacques-Baptiste-Laurent d'Espinoze, ancien officier de marine qui décèdera en 1825. Lui succède Edmond-Louis-Victor d'Espinoze.
De nos jours le château, propriété privée, est habité par M. et Mme De Prévoisin.

## Description
Le château de Bellanville, qui se mire dans son étang, arbore sur sa droite un gros pavillon massif en moyenne avancée sur l'ensemble de la construction qui s'éclaire par trois grandes fenêtres au rez-de-chaussée et à l'étage et à mi-toiture, d'une grande lucarne avec un décor triangulaire à son sommet. Les angles sont marqués par des arêtes en harpes. La partie centrale, du XVIIIe siècle comporte deux niveaux avec deux registres de cinq jours, dont une porte centrale au rez-de-chaussée où les fenêtres sont en arc surbaissé tandis qu'elles sont à linteau droit à l'étage. Une des particularités du château c'est la double rangée de ses lucarnes en toiture qui suppose un éclairement exceptionnel des combles.
La petite tourelle d'escalier sur la façade sud et la partie gauche large de deux fenêtres ainsi que le petit appartement en appentis qui fait suite à la partie centrale datent seulement de 1912. Entre les deux pièces d'eau, une maison courante de pierre sur balustres de style Louis XVI mène de l'avenue à la cour d'honneur.
Quant à la ferme, elle comporte encore tous les éléments d'une ferme du XIXe siècle, buret à cochon, four, écurie, etc.

## Possesseurs
Liste non exhaustive.
- Famille de Beaumont
  - Thomasse de Beaumont
- Famille d'Argouges (jusqu'en 1529)
  - Raoul d'Argouges, époux de la précédente
  - Philippe et Guillaume d'Argouges, fils des précédents (le fief leur est confisqué en 1421)
  - Intermède Anglais, Robert Le Sage (1421)
  - Jean d'Argouges, fils de Guillaume
- Nicolas de Hennot (achat en 1529)
- Robert de Hennot, fils du précédent
- Jean La Guette (achat en 1530)
- Famille Le Parmentier
  - Roulland Le Parmentier (achat en 1539)
  - Jean Le Parmentier, fils aîné du précédent
  - Jeanne Le Parmentier (v. 1580)
- Famille Le Sens
  - Charles Le Sens, fils de la précédente
  - Jacques Le Sens, fils du précédent
  - Jacques-Michel Le Sens
  - Pierre-Michel Le Sens († 1722)
  - Bonne-Françoise Le Sens, sœur du précédent
  - Marie-Thérèse ou Madeleine Le Sens de Cosqueville, sœur de la précédente
- Thomas-Hervé Dagier de Tourville, époux de la précédente
- Famille d'Espinoze ou Espinose
  - Jacques-Baptiste-Laurent d'Espinoze (1804-1825)
  - Edmond-Louis-Victor d'Espinoze (1825)